# Вила ди Киавена
Вѝла ди Киавѐна (на италиански: Villa di Chiavenna, на западноломбардски: VIla di Ciàvena, Вила ди Чавена) е село и община в Северна Италия, провинция Сондрио, регион Ломбардия. Разположено е на 633 m надморска височина. Населението на общината е 1054 души (към 2010 г.).